# Juliane Hvid
Juliane Hvid (* 8. April 1998) ist eine dänische Leichtathletin, die sich auf den Mittel- und Langstreckenlauf und den Hindernislauf fokussiert.

## Sportliche Laufbahn
Erste Erfahrungen bei internationalen Meisterschaften sammelte Juliane Hvid bei den Crosslauf-Europameisterschaften 2022 in Turin, bei denen sie nach 29:22 min den 48. Platz im Einzelrennen belegte. Im Jahr darauf wurde sie bei der 2. Liga der Team-Europameisterschaft im Rahmen der Europaspiele in Chorzów in 9:36,98 min Dritte über 3000 Meter Hindernis und anschließend schied sie bei den Weltmeisterschaften in Budapest mit 10:09,41 min im Vorlauf aus. Im Oktober gelangte sie bei den Straßenlauf-Weltmeisterschaften in Riga nach 15:59 min auf den 18. Platz über 5 km und im Dezember wurde sie bei den Crosslauf-Europameisterschaften in Brüssel nach 36:18 min 17. im Einzelrennen. 2024 schied sie bei den Europameisterschaften in Rom mit 9:42,32 min in der Vorrunde im Hindernislauf aus und im Dezember landete sie bei den Crosslauf-EM in Antalya nach 28:15 min auf dem 63. Platz im Einzelbewerb. Bei den erstmals ausgetragenen Straßenlauf-Europameisterschaften 2025 in Löwen gelangte sie nach 33:24 min auf Rang 44 über 10 km.
In den Jahren 2022 und 2023 wurde Hvid dänische Meisterin im 3000-Meter-Hindernislauf.

## Persönliche Bestleistungen
- 3000 Meter: 9:04,20 min, 7. Juni 2023 in Kopenhagen
  - 3000 Meter (Halle): 9:29,75 min, 19. Februar 2023 in Randers
- 10-km-Straßenlauf: 33:07 min, 29. März 2025 in Aarhus
- 3000 m Hindernis: 9:33,40 min, 23. Juli 2023 in London